# All Kinds of Kinds
«All Kinds of Kinds» —en español: «Todas las clases de tipos»— es el título de una canción grabada por la cantante de música country Miranda Lambert. Fue lanzado en junio de 2013 como el quinto y último sencillo del álbum Four the Record. Al 9 de octubre de 2013, el sencillo ha vendido 100 000 copias en los Estados Unidos. Fue escrito por Phillip Coleman y Don Henry.

## Video musical
El video musical fue dirigido por Bluford Sanders y se estrenó en agosto de 2013. Cuenta con material en vivo de Miranda Lambert interpretando la canción mezclada con escenas de varias personas que sostienen las pizarras en las que han escrito mensajes en cuanto a qué tipo de persona que son.

## Rendimiento en las listas
«All Kinds of Kinds» debutó en el número 57 en Billboard Country Airplay de los Estados Unidos para la semana que terminó el 6 de julio de 2013. También debutó en el número 47 en la lista Billboard Hot Country Songs de Estados Unidos para la semana que finalizó el 3 de agosto de 2013. También debutó en el número 97 en Billboard Hot 100 para la semana del 26 de octubre de 2013. También debutó en el número 94 en la lista de Canadian Hot 100 en la semana del 30 de noviembre de 2013. Al 13 de noviembre de 2013, «All Kinds of Kinds» ha vendido 160 000 copias en Estados Unidos.
| Listas (2013)                              | Mejor posición |
| ------------------------------------------ | -------------- |
| Canadá (Canadian Hot 100)                  | 94             |
| Canada Country (Billboard)                 | 12             |
| Estados Unidos (Billboard Hot 100)         | 89             |
| Estados Unidos Country Airplay (Billboard) | 15             |
| Estados Unidos (Hot Country Songs)         | 24             |

### Posición fin de año
| Listas (2013)                                | Posición |
| -------------------------------------------- | -------- |
| Estados Unidos Country Airplay (Billboard)   | 67       |
| Estados Unidos Hot Country Songs (Billboard) | 73       |